# Євдоким
Євдоки́м (дав.-гр. εὐδόκιμος - "славний", "добрий", "той, хто користується повагою") - чоловіче ім'я грецького походження.

## Про ім'я
Походить від грецького слова «εὐδόκιμος»  і складається з двох частин: "εὐ" (еу) – "добре", "благо" та "δόκιμος" (докімос) – "славний", "той, що має добру славу, "достойний".
Зменшено-пестливі форми: Євдокимонько, Євдокимочко, Євдокимка, Євдоха, Євдокимка, Євко, Кіма

## Історія
Ім'я Євдоким, ймовірно, походить від жіночого імені Євдокія  , яке бере початок від святої Євдокії Іліопольської, самаритянки та настоятельки християнського монастиря в Сирії I століття, яка могла вплинути на поширення цього імені, яке згодом набуло чоловічої форми. А також на іншої форми, як Євдокій, що швидше за все і утворились як прізвиська від материного імені. А більш рідкісних форми Авдокій та Одокій, в українській мові цілком могли пройти спрощення звуку "єв-" на "ав-" та "о-".
Пізніше Євдоким було загальноприйнятим календарним ім'ям, яким називали немовлят, охрещених 31 липня та 5 жовтня, а також нерідко іменували чоловіків під час постригу в ченці церкви. В православній церкві є відомості про двох святих з цим ім'ям: Євдокима Каппадокійського з Візантії, що жив в IX столітті та Євдокима Ватопедського з острова Афон тогочасної Османської імперії, який жив приблизно в XVIII столітті.

## Відмінювання імені
Граматика та відмінювання імені Євдоким:

Називний (хто?) - Євдоки́м

Родовий (кого?) - Євдоки́ма

Давальний (кому?) - Євдоки́мові, Євдоки́му

Знахідний (кого?) - Євдоки́ма

Орудний (ким?) - Євдоки́мом

Місцевий (при кому?) - на/в Євдоки́мові, Євдоки́мі

Кличний	 - Євдоки́ме

## Цікаві факти
На зворотному боці Місяця є метеоритний кратер Євдокимов, названий на честь Миколи Миколайовича Євдокимова  — українського астронома, доктора фізико-математичних наук, професора, члена Німецького астрономічного товариства та заслужений діяч науки УРСР.

## Відомі носії імені
- Євдоким Родоський - філософ, учень Арістотеля; присвятив багато творів історії наук.
- Євдоким Щербінін - (1728 - 1783) генерал-аншеф, сенатор, генерал-губернатор Харківського, Воронізького, Орловського, Смоленського намісництв, реформатор і великий державний діяч Російської імперії в період правління Катерини II.
- Євдоким Зябловський - (1763 - 1846) професор статистики. Його праці зі статистики та географії, при всій своїй шаблонності, свого часу принесли йому гучну популярність.
- Євдоким Волошинов - (1823/1824 - 1913) український художник, майстер натюрморту.
- Євдоким Скрипник (1873 — ?) — селянський депутат Державної думи I скликання від Херсонської губернії.
- Євдоким Геруцький - (1868 — р. с. невід.) український військовий, громадський та політичний діяч на Зеленому Клині.
- Євдоким Мін'юра - (1880 - 1963) український художник, сценограф, педагог. Член Харківського обласного товариства художників.
- Євдоким Петрунін - (1904 - 1959) командир 29-ї окремої винищувально-протитанкової артилерійської бригади Воронезького фронту, підполковник, Герой Радянського Союзу.
- Євдоким Сорока (1900 - 1969) — український радянський діяч, голова Сталінської обласної ради професійних спілок. Кандидат у члени ЦК КПУ.
- Євдоким Мальцев - (1910 - 1981) політичний працівник радянських Збройних сил, генерал армії.